# Tropomodulina

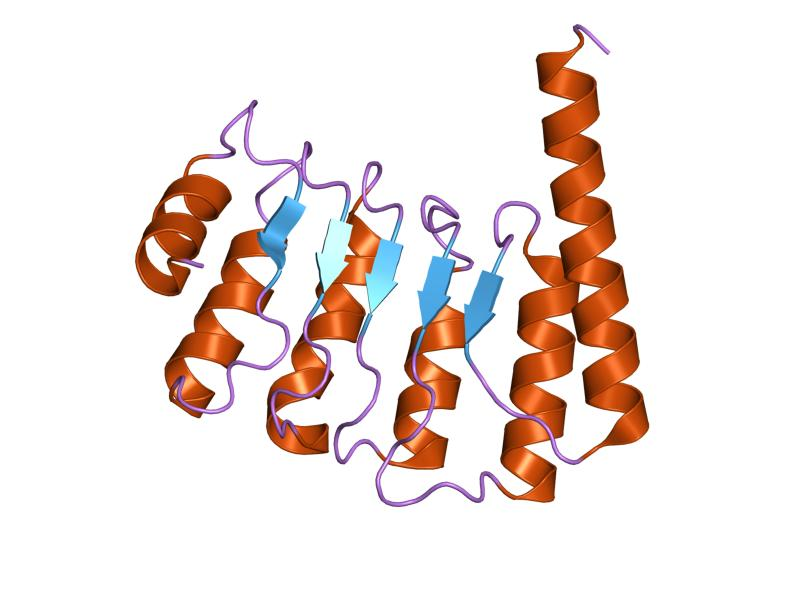
Dominio C-terminal de una tropomodulina.

Tropomodulina es una proteína de unión a actina que regula la elongación y despolimerización de los microfilamentos por bloqueo del extremo (-) del polímero. Su presencia es especialmente conspicua en asociación con la actina de los filamentos delgados en el músculo estriado. En ensayos en tejido embrionario de pollo, la inactivación de la tropomodulina por adición de anticuerpos específicos produce una clara elongación de los microfilamentos en su extremo (-), así como una reducción en la capacidad de contracción celular; este hecho sugiere su función en ambos procesos, la contracción muscular y el control de la longitud de la actina F. En humanos se han descrito cuatro genes codificantes para tropomodulinas: TMOD1, TMOD2, TMOD3 y TMOD4.